# Macrobrachium brevicarpum
Macrobrachium brevicarpum är en kräftdjursart som beskrevs av Tan och Zhiming Dong 1996. Macrobrachium brevicarpum ingår i släktet Macrobrachium och familjen Palaemonidae. Inga underarter finns listade i Catalogue of Life.